# Monocephalus
Genre
Monocephalus est un genre d'araignées aranéomorphes de la famille des Linyphiidae.

## Distribution
Les espèces de ce genre se rencontrent en Europe.

## Liste des espèces
Selon World Spider Catalog (version 16.5, 29/10/2015) :
- Monocephalus castaneipes (Simon, 1884)
- Monocephalus fuscipes (Blackwall, 1836)

## Publication originale
- Smith, 1906 : The spiders of the Diplocephalus-Group. Journal of the Quekett Microscopical Club, sér. 2, vol. 9, p. 295-320.